# لیزا میسکوسکی
لیزا میسکوسکی (انگلیسی: Lisa Miskovsky؛ زادهٔ ۹ مارس ۱۹۷۵) خوانندگی، ترانه‌سرا، موسیقی‌دان اهل سوئد است. وی از سال ۲۰۰۱ میلادی تاکنون مشغول فعالیت بوده‌است.